# El Cabaco
El Cabaco település Spanyolországban, Salamanca tartományban. El Cabaco Tamames, Aldeanueva de la Sierra, Cereceda de la Sierra, Nava de Francia, La Alberca, Monsagro, El Maíllo és Puebla de Yeltes községekkel határos. Lakosainak száma 225 fő (2024).

## Népesség
A település népessége az elmúlt években az alábbi módon változott:
| Lakosok száma | 278  | 304  | 313  | 285  | 278  | 257  | 245  | 221  | 232  | 225  |
|               | 2001 | 2004 | 2007 | 2009 | 2012 | 2014 | 2017 | 2019 | 2022 | 2024 |